# فاوستينو أريفالو
فاوستينو أريفالو (بالإسبانية: Faustino Arévalo)‏ هو عالم عقيدة إسباني، ولد في 23 يوليو 1747 في كامباناريو في إسبانيا، وتوفي في 7 يناير 1824 في مدريد في إسبانيا.